# Vassili Tatísxev
Vassili Nikítitx Tatísxev (rus: Васи́лий Ники́тич Тати́щев) (9 d'abril de 1686 – 15 de juliol de 1750) va ser un home d'estat i un etnògraf prominent. Va escriure la primera gran història de Rússia. Era convençut que l'autocràcia era la forma de govern perfecta per a Rússia.
Tatísxev nasqué prop de Pskov. Es va graduar a l'escola d'enginyeria de Moscou, va prendre part en la Gran Guerra del Nord amb Suècia. Va estar al servei de Pere el Gran. Per part de la tsarina Anna va rebre l'encàrrec lucratiu de la gestió de les fàbriques de la regió dels Urals. Va fundar-hi les ciutats de Perm i Iekaterinburg.

## Obres

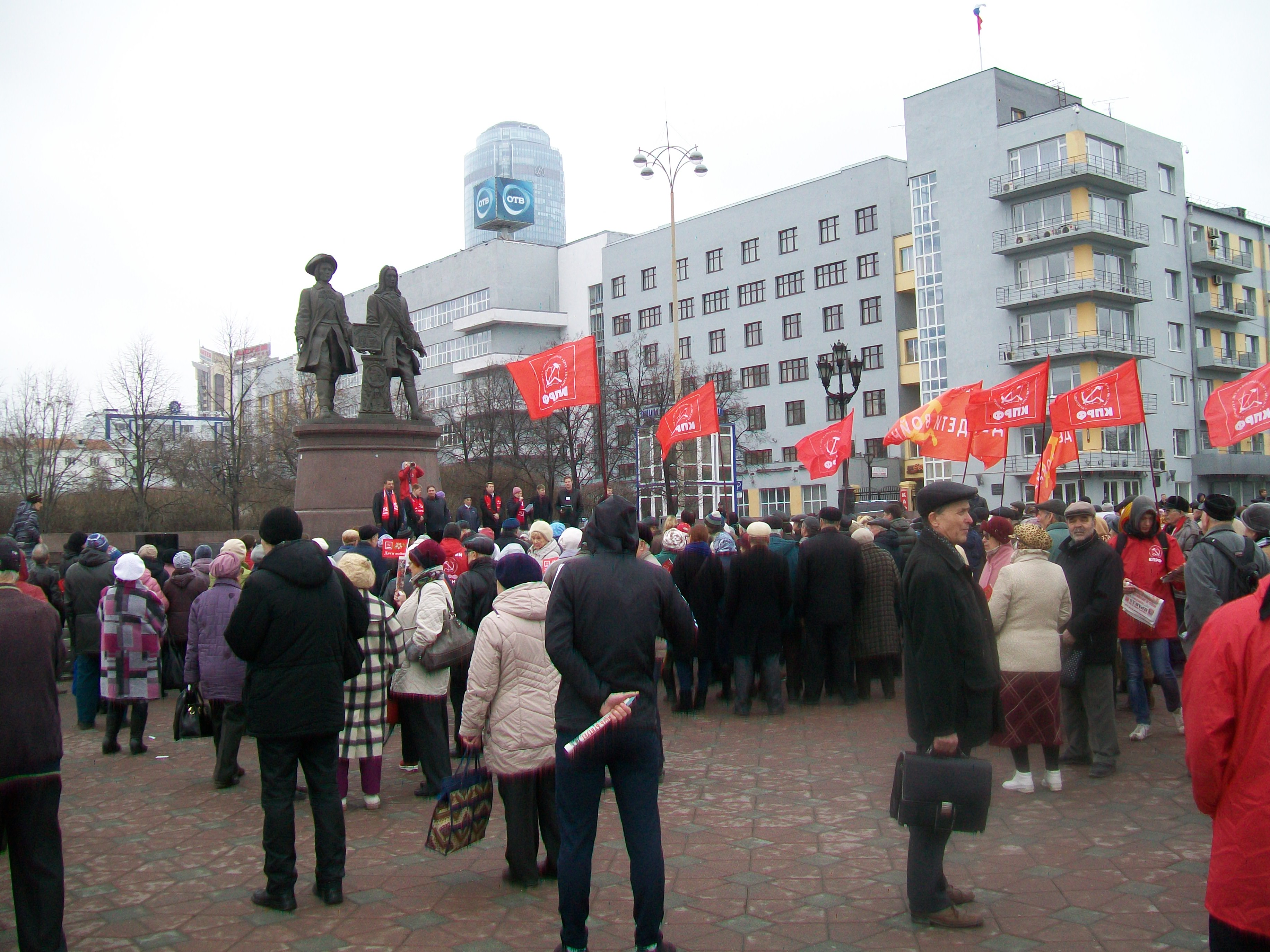
Monument a Vassili Tatísxev a Iekaterinburg

Una vegada jubilat es va dedicar a la historiografia. Va publicar diversos textos legals russos de gran interès com Rússkaia Pravda i Sudebnik de 1550. La seva obra mestra portava el títol d'Història de Rússia des dels temps més antics i es va publicar en cinc volums després de la seva mort. Va compilar el primer diccionari enciclopèdic de la llengua russa.